# Velîkîi Suhodil, Krasnodon
Velîkîi Suhodil (în ucraineană Великий Суходіл) este localitatea de reședință a comunei Velîkîi Suhodil din raionul Krasnodon, regiunea Luhansk, Ucraina.

## Demografie
Componența lingvistică a localității Velîkîi Suhodil
     Rusă (94,68%)
     Ucraineană (4,98%)
     Alte limbi (0,27%)
Conform recensământului din 2001, majoritatea populației localității Velîkîi Suhodil era vorbitoare de rusă (94,68%), existând în minoritate și vorbitori de ucraineană (4,98%).